# Jaružanje
Jaružanje je naziv za iskapanje nataloženog pijeska, šljunka i mulja s dna neke rijeke, jezera ili plićeg morskog zaljeva. Ti se radovi obavljaju posebnim brodovima bagerima - jaružalima.

## Primjena
Jaružanje se najčešće koristi za održavanje plovnih putova, luka i pristaništa, ali i za sanaciju pješčanih plaža koje su nestale zbog erozije obale.
Jaružanje se primjenjuje i kao način za skupljanje (ribolov) određenih vrsta školjaka (vongole) i jestivih rakova (delta rijeke Po u Italiji).
Otpadni materijal koji se nakupi jaružanjem može se koristiti za sanaciju obala.

## Vanjske poveznice
- The Art of Dredging na portalu "Marc Van de Velde"  Arhivirana inačica izvorne stranice od 26. rujna 2012. (Wayback Machine)
- Jaružalo Hrvatska tehnička enciklopedija, portal hrvatske tehničke baštine. LZMK

- Brod za pomorske radove Hrvatska tehnička enciklopedija, portal hrvatske tehničke baštine. LZMK